# Резиденция посла России в Вашингтоне
Резиденция посла России в Вашингтоне (англ. Russian ambassador's residence in Washington, D.C.), более известный как Дом Джорджа Пульмана (англ. George Pullman House) — исторический особняк в центре Вашингтона, с 1933 года арендуется Советским правительством как Посольство СССР/России в США, и с 1994 года становится резиденцией посла России в США. Представляет собой яркий образец стиля бозар, расположен по адресу: 1125, 16-я улица, Вашингтон, округ Колумбия.

## История

Резиденция с советским флагом

Особняк был построен в 1910 году по заказу жены американского промышленника Джорджа Пульмана для своей дочери, которая была замужем за конгрессменом Фрэнком Лоуденом от штата Иллинойс. Проектная стоимость дома была определена в 125 тыс. долларов, однако по завершении строительства в 1910 году особняк был оценен уже в 361 тыс. долларов. По отделке этот особняк был тогда самым дорогим зданием в Вашингтоне. Лоуден ввиду слабого здоровья не смог участвовать в избирательной кампании в 1910 году и весной 1911 года покинул Вашингтон, и впоследствии особняк был продан в мае 1913 года.
В середине 1913 года данный особняк был приобретён правительством Царской России за 350 тыс. долларов для формирования российского посольства. В 1917 году после Февральской революции, российский посол Георгий Бахметев вышел в отставку, переехав в Париж. После Октябрьской революции здание осталось на попечении российского финансового атташе Сергея Угета, а с 1925 года по 1933 год — И. Криницкого.
В 1933 году после установления дипломатических отношений между США и Советским Союзом, здание было передано в собственность Советского правительства. С того периода вплоть до 1994 года особняк использовался как Посольство Советского Союза и России. Внутри он был разделён перегородками на кабинеты, большинство комнат и залов использовались как служебные помещения. В конце 1990-х годов в здании были проведены значительные реставрационные работы, которые осуществлялись в строгом соответствии с чертежами начала XX века. Была убрана часть перегородок, восстановлены помещения, которые использовались для приёмов.
Здание включено в Национальный реестр исторических мест США.